# Ipothalia bicoloripes
Ipothalia bicoloripes là một loài bọ cánh cứng trong họ Cerambycidae.